# Representación logarítmica

Papel logarítmico 50 mm. La fórmula que nos da la posición, en cm, para un valor n que queremos representar es: x = 1 + 5*log_{10}(n). Dicha fórmula se puede aplicar tanto al eje X como al eje Y, pero es específica de cada tipo de papel logarítmico. Las líneas más gruesas se llaman líneas de década pues representan potencias de 10, y en este caso están separadas 50 mm.

Una representación logarítmica es una representación gráfica de una función o de un conjunto de valores numéricos, en la que el eje de abscisas y el eje de ordenadas tienen escala logarítmica. Si la representación se hace manualmente, se emplea papel logarítmico, que posee la escala con las marcas adecuadas para este tipo de representaciones. Se emplean logaritmos decimales, de base 10.

Representación logarítmica de las funciones potenciales y=x (azul), y=x^{2} (verde), y=x^{3} (rojo). Nótese la escala logarítmica en cada uno de los ejes, en la cual las marcas no están igualmente espaciadas.

## Usos
Los datos que siguen una variación similar a una función potencial, y=a·xn, o aquella serie de datos cuyo rango abarca varios órdenes de magnitud son apropiados para una representación logarítmica. Por ello, este tipo de representación es muy usada en ciencias e ingeniería.
Cualquier conjunto de datos que pueda ajustarse a la expresión {\displaystyle y=ax^{b}} podrá representarse en forma de línea recta, {\displaystyle \log(y)=b\log(x)+\log(a)}, si usamos representación logarítmica ya que ambas expresiones son equivalentes.

## Ejemplo
Como ejemplo de representación logarítmica vamos a representar los datos del periodo de revolución de algunos planetas en función del semieje mayor de su trayectoria (leyes de Kepler), que aparecen en la tabla inferior.
| Planeta  | Semieje mayor en {\displaystyle 10^{9}} m | Periodo de revolución en {\displaystyle 10^{6}\ s} |
| Mercurio | 57,9                                      | 7,58                                               |
| Venus    | 108,2                                     | 19,36                                              |
| Tierra   | 149,6                                     | 31,47                                              |
| Marte    | 227,9                                     | 59,19                                              |
| Júpiter  | 778,3                                     | 373,32                                             |

| Representación logarítmica | Representación lineal |
| --- | --- |
| | |
| Representación logarítmica del periodo de revolución frente al semieje mayor de los planetas del sistema solar. Para un ajuste de la línea recta, ver serie estadística de dos variables. | La misma serie de datos en representación cartesiana, habría conducido a un amontonamiento de los primeros puntos para permitir colocar el último punto, y habría colocado dichos puntos en una curva parecida a una función polinomial. |

## Interpretación de una representación logarítmica

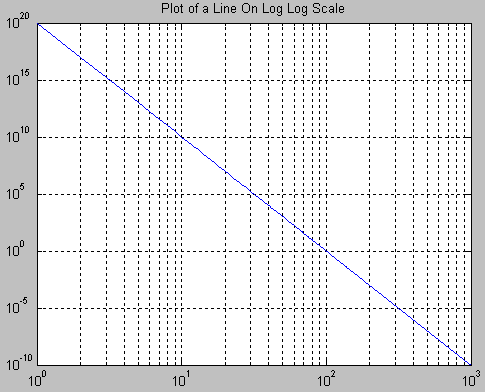
Representación logarítmica de la ecuación F(x) = (x^{−10} ·10^{20}), que se puede expresar como la línea: log(F(x)) = -10 log(x) + 20.

Si tanto los ejes vertical y horizontal de una gráfica están en escala logarítmica, es llamada representación logarítmica. La ecuación de una recta en una escala logarítmica sería:
{\displaystyle \log _{10}(F(x))=m\log _{10}(x)+b,}
{\displaystyle F(x)=(x^{m})(10^{b}),}
donde m es la pendiente y b es la ordenada en el origen o punto de intersección con el eje vertical.

### Pendiente de una gráfica logarítmica

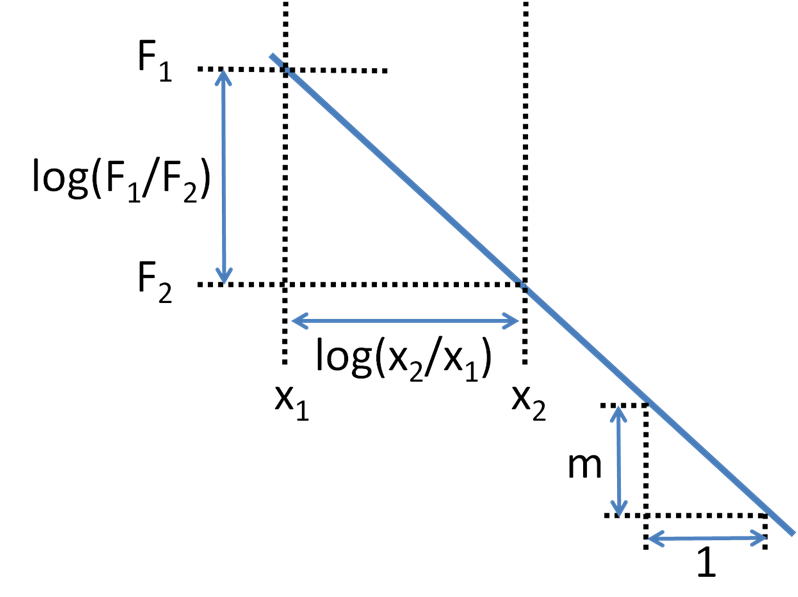
Para calcular la pendiente de una gráfica logarítmica se calcula el cociente entre sus incrementos.

Para hallar la pendiente de la gráfica, dos puntos son seleccionados en el eje X, digamos x1 y x2. Usando la ecuación anterior:
{\displaystyle \log[F(x_{1})]=m\log(x_{1})+b\ ,}
y
{\displaystyle \log[F(x_{2})]=m\log(x_{2})+b\ .}
La pendiente m se encuentra tomando la diferencia:
{\displaystyle m={\frac {\log(F_{2})-\log(F_{1})}{\log(x_{2})-\log(x_{1})}}={\frac {\log(F_{2}/F_{1})}{\log(x_{2}/x_{1})}}\ ,}
donde F1 es la abreviatura de F(x1) y lo mismo para F2. La figura de la derecha ilustra la fórmula. Nótese que la pendiente en el ejemplo de la figura es negativa. La fórmula también proporciona una pendiente negativa, como puede verse en la siguiente propiedad de los logaritmos:
{\displaystyle \log(x_{1}/x_{2})=-\log(x_{2}/x_{1})\ .}

### Búsqueda de la función correspondiente a la gráfica logarítmica
El procedimiento anterior se invierte ahora para encontrar la forma de la función F(x) a partir de su gráfica conocida. Para encontrar la función F, se elige un punto fijo (x0, F0), donde F0 es la abreviatura de F(x0), en algún lugar de la línea recta en el gráfico anterior, y además algún otro punto arbitrario (x1, F1) en la misma gráfica. Luego, a partir de la fórmula de la pendiente arriba indicada:
{\displaystyle m={\frac {\log(F_{1}/F_{0})}{\log(x_{1}/x_{0})}}}
lo que conduce a
{\displaystyle \log(F_{1}/F_{0})=m\log(x_{1}/x_{0})=\log[(x_{1}/x_{0})^{m}]\ .}
Tenga en cuenta que 10log10( F1 ) = F1. Por lo tanto, la gráfica se puede invertir para encontrar:
{\displaystyle {\frac {F_{1}}{F_{0}}}=\left({\frac {x_{1}}{x_{0}}}\right)^{m}}
o
{\displaystyle F_{1}={\frac {F_{0}}{(x_{0})^{m}}}\,\,x^{m}},
lo que significa que
{\displaystyle F(x)={\text{const}}\,\,x^{m}.}
En otras palabras, F es proporcional a x elevado a la potencia de la pendiente de la línea recta de su gráfico logarítmico. En concreto, una línea recta en una gráfica logarítmica que contiene los puntos (F0, x0) y (F1, x1) tendrá la siguiente expresión:
{\displaystyle F(x)={F_{0}}\left({\frac {x}{x_{0}}}\right)^{\frac {\log(F_{1}/F_{0})}{\log(x_{1}/x_{0})}}},
Por supuesto, la inversa también es cierta: toda función de la forma
{\displaystyle F(x)={\text{const}}\,\,x^{m}}
tendrá una línea recta en su representación gráfica logarítmica, donde la pendiente de la línea es m.

### Estimación de valores en una representación logarítmica
Un método para la determinación exacta de los valores en un eje logarítmico es el siguiente:
1. Medir la distancia desde el punto de la escala a la línea de década inmediata inferior, con una regla.
2. Dividir esta distancia por la longitud de una década (la distancia entre dos líneas de década, cualesquiera. Por ejemplo de 10 a 100; de 20 a 200; de 30 a 300; etc).
3. El valor correspondiente al punto escogido será el valor de la década inmediata inferior multiplicado por 10a, donde a es el valor encontrado en el paso 2.

Ejemplo: ¿Cuál es el valor que se encuentra a medio camino entre las décadas 10 y 100 en un eje logarítmico? Puesto que es el punto medio el que nos interesa, el cociente calculado tras los pasos 1 y 2 es 0,5. La década inmediata inferior a dicho punto es 10, por lo que el punto a mitad de camino entre 10 y 100 tendrá el valor 10·(100,5) = 10·3,162 ≈ 31,62.
Para estimar donde se encuentra un determinado valor en un eje logarítmico, se utiliza el método siguiente:
1. Medir la distancia entre décadas consecutivas con una regla. Se puede utilizar cualquier unidad (cm, pulgada...).
2. Hallar el logaritmo del cociente entre el valor de interés y la década inmediata inferior y se multiplica por el número determinado en el paso uno.
3. Usando las mismas unidades que en el paso 1, cuente tantas unidades como resultado del paso 2, a partir de la década inferior.

Ejemplo: Para determinar dónde se encuentra el valor 17 en un eje logarítmico, primero se utiliza una regla para medir la distancia entre 10 y 100, que son las décadas o potencias de 10 inmediatas inferior y superior al valor 17. Supongamos que en este caso la distancia entre 10 y 100 sea de 30 mm. Se debe utilizar la misma regla en todo el proceso.
log (17/10) × 30 mm = 6,9 mm 
Entonces el valor x=17 está a 6,9 mm de distancia, a partir del valor x=10 (en el eje correspondiente).

## Interpolación logarítmica
La interpolación de valores en una representación logarítmica es muy similar a la interpolación de valores lineales. En la interpolación lineal, los valores se determinan a través de relaciones de igualdad. Por ejemplo, en la interpolación lineal, una línea que incrementa la ordenada en 1 unidad por cada 2 unidades de incremento de la abscisa tiene una relación (también conocida como pendiente) de 1/2. A fin de determinar la ordenada (o abscisa) de un punto en particular, debemos conocer su abscisa (u ordenada). El cálculo de la ordenada correspondiente a una abscisa de 12 en el siguiente ejemplo es el siguiente:
{\displaystyle {{1} \over {2}}={{y} \over {12}}}
donde y es la ordenada desconocida. Se puede calcular fácilmente que y es igual a 6.
En la interpolación logarítmica, una relación entre valores logarítmicos es igual a una proporción entre valores lineales. Por ejemplo, considérese una gráfica logarítmica (de base 10) que representa una determinada variable, y que mide 50 mm entre dos décadas consecutivas, como 100 y 1000. ¿Cuál es el valor correspondiente a un punto si el valor en el gráfico está situado a 29 mm por encima del valor correspondiente a 100? Para resolver este problema, es necesario utilizar una definición logarítmica básica:
{\displaystyle \log(A)-\log(B)=\log(A/B)}
Las líneas de década son los valores que representan las potencias enteras de la base de logaritmos empleada, en este caso 100=1, 101=10; 102=100; 103=1000... y son importantes en la interpolación logarítmica. Busque la línea de la década inmediata inferior al punto de la gráfica que queremos leer. 
La proporción entre los valores lineales, o relación lineal, se calcula como la distancia desde la línea de la década inmediata inferior hasta el valor de interés (29 mm en este ejemplo, en el que la línea de década inferior es 100) dividido por la distancia entre dos líneas de década consecutivas (la línea de década superior es 1000 en este ejemplo, y la distancia entre 100 y 1000 era 50 mm). Por lo tanto, la relación lineal es:
29 mm/50 mm = 0,58
Observe que las unidades (milímetros en este caso) se eliminan de la ecuación, porque ambas medidas están en las mismas unidades. La conversión a una sola unidad antes de calcular la proporción es necesaria si las mediciones se hicieron en diferentes unidades.
La relación logarítmica utiliza las mismas mediciones gráficas que la relación lineal.  La diferencia entre el logaritmo de la década superior (1000) y el logaritmo de la década inferior (100) representa la misma distancia gráfica que la distancia entre las dos líneas de década en la relación lineal (50 mm). Por lo tanto, el denominador de la relación logarítmica (la parte inferior de la fracción) es:
log(1000) - log(100)
El numerador de la relación logarítmica (la parte superior de la fracción) representa la misma distancia gráfica que el número de unidades entre el valor de interés y la línea de década inferior en relación lineal (29 mm). Lo desconocido en esta relación es el valor de interés, que definiremos como "X". Por lo tanto, la parte superior de la fracción es:
log(X) - log(100)
La relación logarítmica es:
{\displaystyle {\frac {\log(X)-\log(100)}{\log(1000)-\log(100)}}}
La relación lineal es igual a la relación logarítmica. Por lo tanto, la ecuación para determinar el valor buscado en particular es:
{\displaystyle {\frac {29}{50}}={\frac {\log(X)-\log(100)}{\log(1000)-\log(100)}}}
Esta ecuación se puede reescribir usando la definición logarítmica antes mencionada:
{\displaystyle {\frac {29}{50}}={\frac {\log {\frac {X}{100}}}{\log {\frac {1000}{100}}}}}
log(1000/100)= log (10) = 1, por lo tanto:
{\displaystyle {\frac {29}{50}}=\log {\frac {X}{100}}}
Con el fin de eliminar el logaritmo del lado derecho de la ecuación, ambas partes deben ser usados como exponentes del número 10, es decir, 10 a la potencia de 29/50 y 10 a la potencia de log (X/100). La función "logaritmo" y la función "exponencial de base 10" son inversas y se anulan entre sí, dejando:
{\displaystyle 10^{\frac {29}{50}}={\frac {X}{100}}}
{\displaystyle 10^{0,58}={\frac {X}{100}}}
{\displaystyle {3,802}={\frac {X}{100}}}
y finalmente X = 380,2 es el valor buscado 